# 아르다울리
아르다울리(Ardauli, 사르데냐어: Ardaùle)는 이탈리아의 사르데냐 주에 있는 오리스타노도의 코무네이다. 칼리아리 북쪽으로 약 100 킬로미터 (62 mi), 오리스타노 북동쪽으로 약 35 킬로미터 (22 mi) 떨어져 있다.
아르다울리는 다음 코무네와 접한다: 길라르차, 네오넬리, 누게두산타비토리아, 소라딜레, 타다수니, 울라티르소.